# Lucia Pagano
Lucia Pagano (Roma, 21 agosto 1962) è una dirigente pubblica italiana, segretaria generale della Camera dei deputati dal 9 gennaio 2015 fino al 9 gennaio 2022.

## Biografia
Nasce nel 1962 a Roma, dove si laurea in giurisprudenza. 
Dal 1º maggio 1991 è capo servizio affari generali della Camera dei deputati e, ad interim, delle commissioni. 
Dal 9 gennaio 2015 al 9 gennaio 2022 è stata segretario generale della Camera dei deputati: è la prima donna a ricoprire questo incarico, succedendo ad Ugo Zampetti.. Le è succeduto dal 10 gennaio 2022 Fabrizio Castaldi.